# Захват (фильм, 1995)
«Захват» — боевик 1995 года с Билли Драго и Ником Манкузо в главных ролях, играющих соперничающих наркобаронов. Дэвид Эмос и Джин Митчел играют хороших парней, которые пытаются вмешаться в борьбу за сферы влияния, которые оба преступника хотят использовать для продажи наркотиков.

## Сюжет
Наркобароны Дэнни Стейн и Тони Вилачи ведут борьбу за контроль над одной и той же территорией. А два бывших мошенника Джонатан и Микки пытаются уладить спор.

## Актёрский состав
- Билли Драго в роли Дэниеля Стейна
- Джон Сэвидж в роли Грега
- Ник Манкузо в роли Энтони Вилачи
- Эрик Даре в роли Винокура
- Кали Тимминс в роли Кэти
- Дэвид Эмос в роли Джонтана Фитцсиммонса
- Джин Митчел в роли Мики Лэйн
- Тони Лонго в роли Уальдо
- Анита Бэйроун в роли Синди Лэйн
- Ману Тьюпоу в роли Ману
- Грег Льюис в роли Вика
- Сэм Скрэбер в роли Д.Е. Мура
- Джеймс А. Донцелли в роли Steins Associate
- Арлин Родригес в роли Брэнди

## Связь с реальными событиями и последующие аресты
После выхода фильма, полицией Лос-Анджелеса было начато расследование после того, как выяснилось что большая часть сюжета основана на убийстве предпринимателя Хораса Маккены, который в начале 1980-х совместно с продюсером этого фильма Майклом Вудсом был владельцем двух стриптиз-клубов в Лос-Анджелесе: The Bare Elegance и The New Jet Strip. Хорас Маккена был убит в 1989 году неизвестными. В ходе расследования обвинения в убийстве были предъявлены Майклу Вудсу и актеру Дэвиду Эмосу, который в 1980-х работал телохранителем Вудса. На суде Дэвид Эмос пошел на сделку с правосудием в обмен на смягчение приговора и дал признательные показания против Майкла Вудса. Во время судебного процесса вина обоих преступников была полностью доказана, на основании чего 18 ноября 2001 года Дэвид Эмос был приговорен к 20 годам лишения свободы, а Майкл Вудс 20 февраля 2002 года получил в качестве наказания пожизненное лишение свободы.